# محطة مركز التجارة العالمي
محطة مركز التجارة العالمي (World Trade Center (PATH station)), في الأصل افتتح بتاريخ 19 يوليو 1909 باسم محطة هدسون. عندما هدم هذا المبنى لإفساح المجال للمحطة الجديدة: «مركز التجارة العالمي»، التي افتتحت عام 1971. هذه المحطة بمثابة محطة لنيوارك-مركز التجارة العالمي وهوبوكين-مركز التجارة العالمي حتى دمرت خلال 11 سبتمبر 2001. تم بناء مركز مؤقت للمحطة، والذي افتتح يوم 23 نوفمبر 2003.

## تصميم جديد للمحطة
سيتم استبدال المحطة المؤقتة بشكل دائم بالمركز التجارة العالمي للنقل هوب، بطلب من قبل هيئة ميناء نيويورك ونيوجيرسي بتكلفة 3.2 مليار دولار.
بناء المشروع بدأ في أيلول / سبتمبر 2005، ووفقا لهيئة الموانئ، سوف تكون جاهزة بحلول عام 2011
تقع بالقرب من الركن الشمالى الشرقى لمركز التجارة العالمي في موقع الكنيسة والشوارع فولتن (بين الأبراج 2 و 3)، مركز النقل مصمم لاستيعاب 250000 من المارة يوميا—وهو ما يعادل عدد الركاب المتوقع لعام 2025. (المحطة المؤقتة يمكن أن تستوعب ما يصل إلى 50000 يوميا من المارة.)

### التصميم
مصمم المحطة المهندس المعماري الأسباني سانتياغو كالاترافا، قال أنها تشبه الطائر الذي يطلق سراحه من يد طفل.
سطح المبنى كان مصمما أصلا لتفتح ألياً لزيادة التهوية والضوء.
تصميم مبتكر ارتفاعة 150 قدم (45,72 م)، الجناحين مصنوعين من والزجاج والفولاذ التي تسمح للضوء الطبيعي للمرور إلى منصات السكك الحديدية الموجودة 60 قدما (18,28800 م) أسفل الشارع
هربرت موشامب، ناقد عمارة في صحيفة نيويورك تايمز، قال:
تصميم كالاترافا للمركز التجارة العالمي في محطة باث يرضي أولئك الذين يعتقدون أن المباني يجب أن تكون تطلع إلى البعد الروحي. المسؤولين الحكوميين وصفوا مشروع كالاترافا بالتصميم المبهر (breathtaking).
وكتب ناقد آخر:
محطة مركز التجارة العالمي لسانتياغو كالاترافا، هو ما يجب أن يكون موجود في «نقطة الصفر». ليس بتعديل الضواحي والمراكز التجارية ونافورات المياه، ولكن مساهمة ثقافية كبير للمدينة.
ارتفاع المشروع الأصلي كالاترافا تصاعد قد انخفض بسبب مخاوف أمنية. وأشارت نيويورك تايمز، "باسم الأمن، نمى طير منقار سانتياغو كالاترافا.
تضاعف عددأضلاعه واجنحته فقدت فجوات من الزجاج.... [ صالة العبور الرئيسية بين الكنيسة غرينتش والشارع، فقدت شيئا من الحساسية النوعية، في حين الهيكلية كسبت تعبير أكبر وهي الآن قد يستثير أكثر هيئة الستيغوصور (stegosaurus) بدلاً من تلك للطير.
في التصميم كان هناك تعديل آخر وهو حذف العملية آلألية لفتح وإغلاق السقف، بسبب قيود بالميزانية وبضيق الفضاء.
كان هناك مشاكل أخرى مع المطور لاري سيلفرستاين الذي يمتلك عقد الإيجار لموقع مركز التجارة العالمي.

## مركز النقل في مركز التجارة العالمي
- صالة عبور مركزية متعددة الاستعمال، تتضمن شرفة، ومساحة عامة للانتظار، ومتاجر؛
- ممر يحسن دائمة مدّد تسهيلات وخدمات يدمج ثلاثة خدمات-كاملة (full-service) تسع 10 منصات للسيارات ومنصة إضافيّة لخدمة حاجات خمسة خطوط.

## وصلات خارجية
- Transportation Hub
- صورة للتصميم الجديد للمحطة